# 阿尔纳斯科
阿尔纳斯科（義大利語：Arnasco），是意大利萨沃纳省的一个市镇。总面积6.01平方公里，人口634人，人口密度105.5人/平方公里（2009年）。ISTAT代码为009007。